# Quebrada de Las Flechas

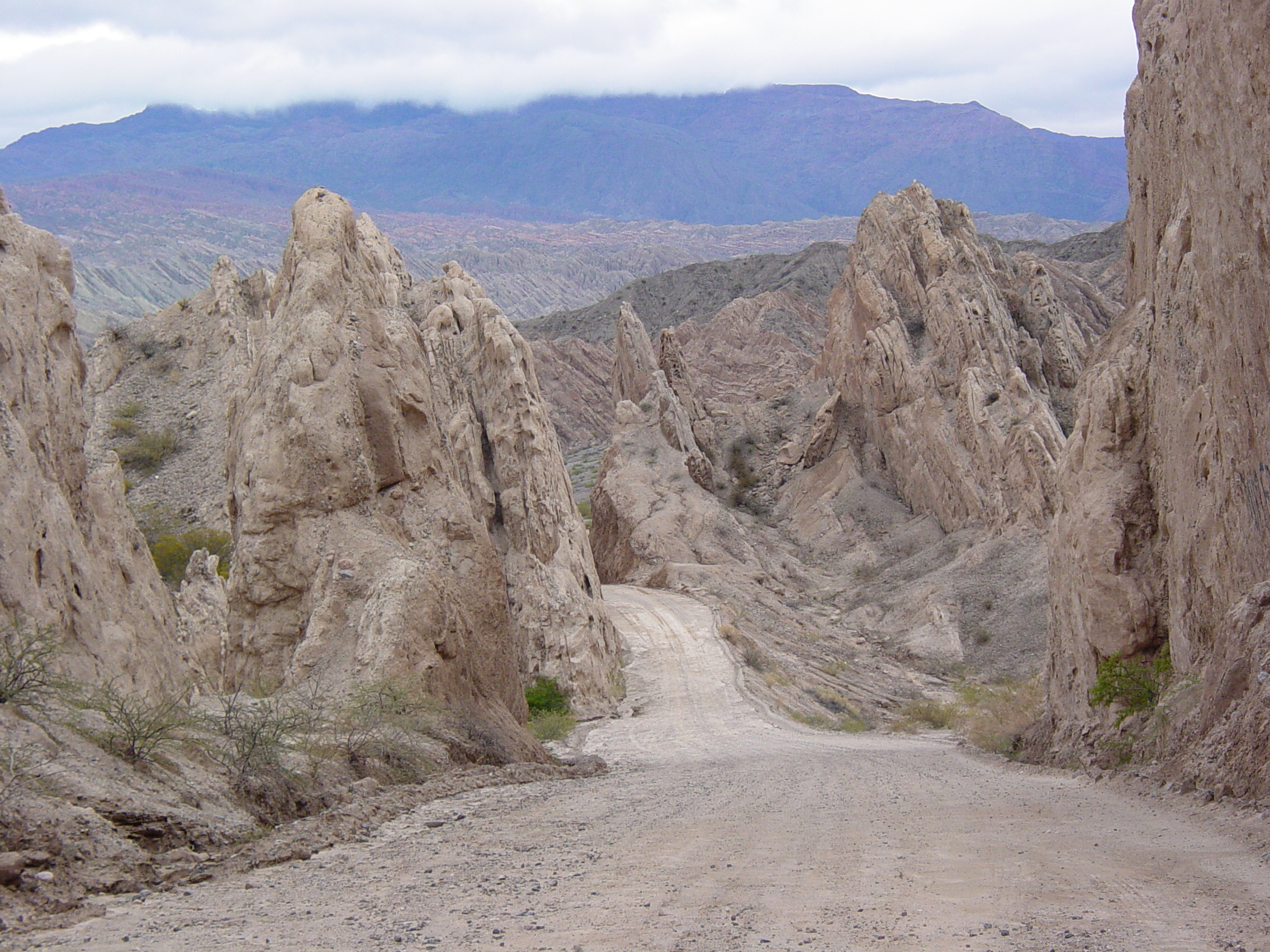
Quebrada de Las Flechas, Ruta Nacional 40 (Argentina).

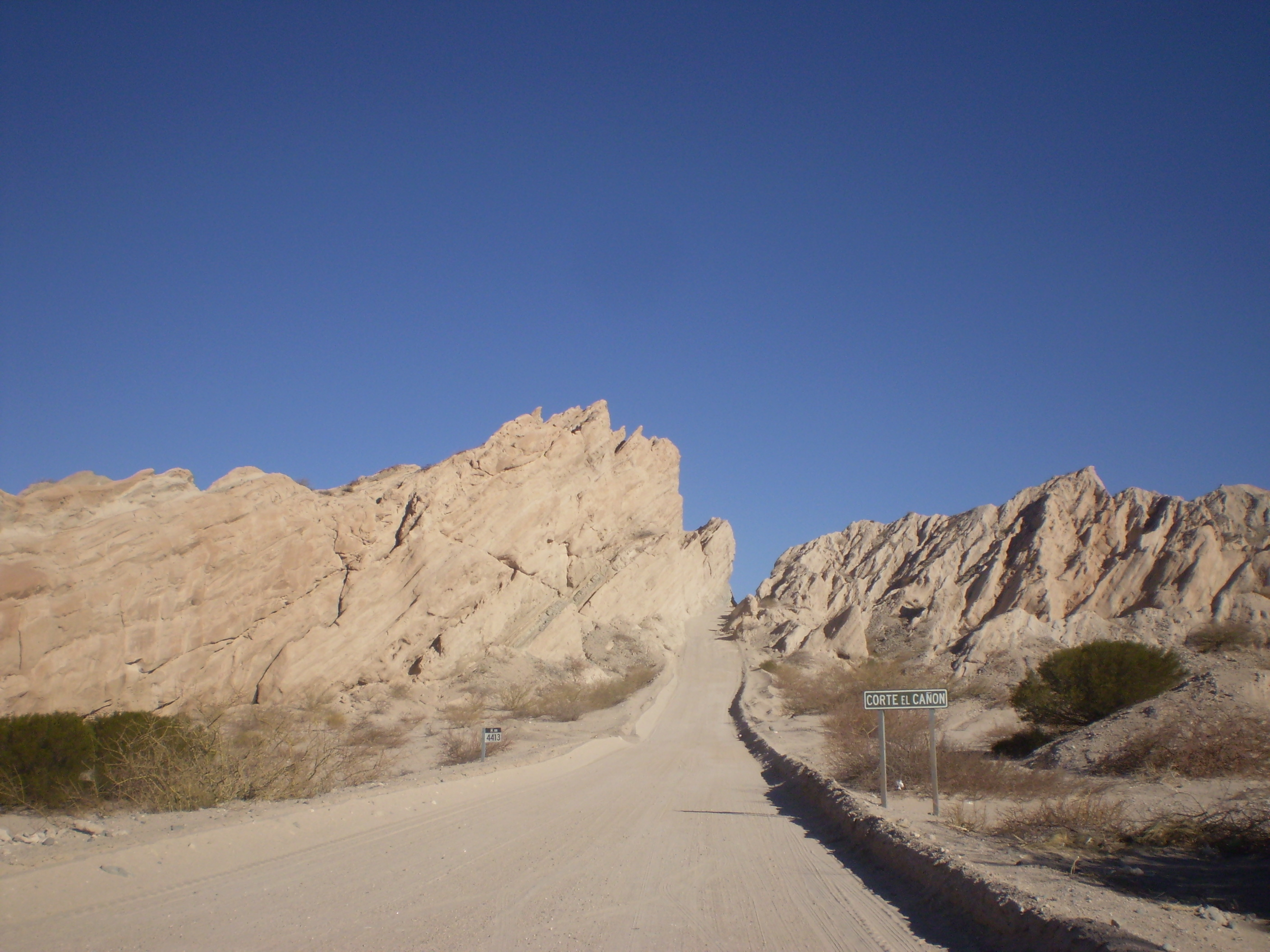
Corte El Cañón - Quebrada de Las Flechas, Provincia de Salta.

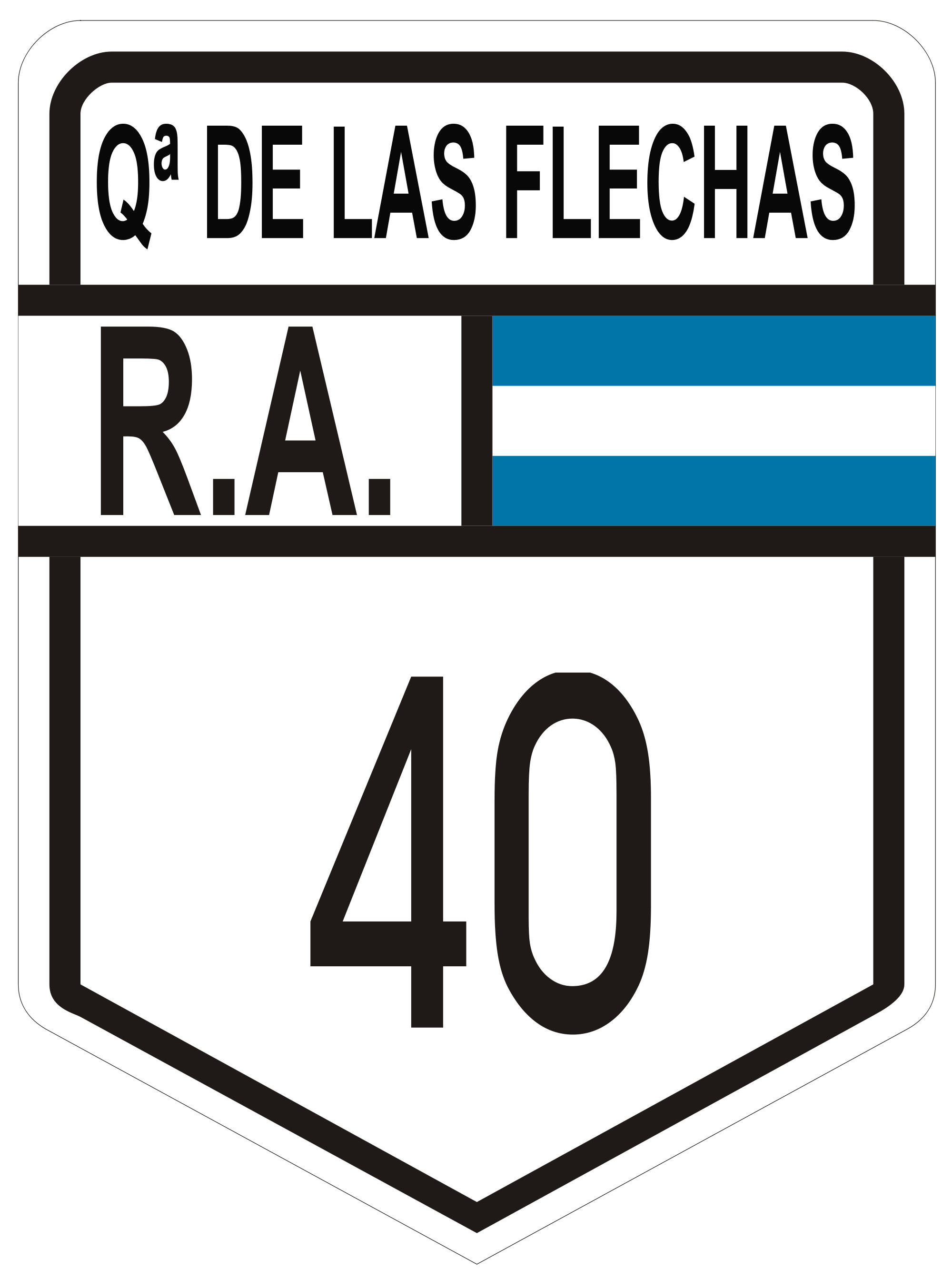
La Quebrada de las Flechas forma parte del circuito turístico de la Ruta nacional 40.

La quebrada de Las Flechas, es un accidente geográfico (precisamente una quebrada)  ubicado en el km 4380 de la Ruta Nacional 40 (tramo que une las localidades de Cafayate y Cachi) en el Departamento San Carlos de la provincia de Salta, norte de la República Argentina, extendiéndose por 20 km dentro de los Valles Calchaquíes, desde Angastaco hasta el Río Calchaquí. En 1995, la Legislatura de Salta lo incorporó como uno de sus símbolos.
Distante aproximadamente de 260 km de la ciudad de Salta (por Cafayate), se trata de formaciones rocosas puntiagudas inclinadas que forman estrechos desfiladeros con paredes de 20 m de altura, convirtiéndose en uno de los puntos turísticos y más atractivos de la ruta nacional 40.
Mientras se atraviesan las formaciones, destacan el «paso del Ventisquero» y en especial el «paso de la Flecha», que se asemeja a un glaciar petrificado de puntas agudas, que fue declarado monumento natural de Angastaco por medio de la ley provincial n.º 6808 sancionada el 9 de noviembre de 1995.
En su trayectoria, ubicada en el km 4420 de la ruta 40, se encuentra la iglesia jesuítica más antigua de todo el Valle Calchaquí la que data del año 1780. Fue restaurada en 1969 por los actuales propietarios del lugar (Finca El Carmen); hecha de adobe y techo de caña, con dos altares coloridos, la iglesia parece pender de un barranco, mirando el valle en toda su extensión. Desde el lugar, y cruzando el río, puede ingresarse entre rocas milenarias donde se encuentran vestigios arqueológicos como restos de urnas funerarias y vasija de la cultura santamariana (o cultura de Santa María), que habitó estas tierras antes de la llegada de los españoles.
La quebrada está incluida en una amplia región incluida entre las áreas importantes para la conservación de las aves en Argentina. patrimonio natural

## Transitabilidad
Este tramo de 150 km de la Ruta nacional 40 que une las localidades de Cafayate y Cachi puede transitarse sin ninguna dificultad con cualquier tipo de vehículo. El camino consolidado es de ripio en buen estado y en permanente conservación, el que se encuentra trazado medio de estas angulosas formaciones donde la tierra señala el cielo. Con velocidad moderada para el ripio lleva aproximadamente 5 horas completarla. Desde Cafayate hasta pasando la Quebrada de las Flechas el camino posee muchísimo serrucho y no es recomendable superar los 20 / 25 km/h si desea no romper algún amortiguador; luego,hacia Cafayate el camino mejora aunque es más angosto. Es conveniente recorrer este tramo de manera de no transitar de noche por él.
El camino encajonado comienza a abrirse si uno va en sentido a Angastaco y sucederá lo contrario si uno viaja en dirección norte-sur, ya que el pueblo es la puerta de entrada a la Quebrada.
Los colores de las formaciones rotan a lo largo del día según la posición del sol. Brillantes por la mañana y ocres por la tarde, por lo que se recomienda siempre transitarlo antes del atardecer, aunque también bajo la luz de la luna llena hay quienes se animan a surcarlas a caballo, ya no por la ruta sino por la quebrada del río Calchaquí.
Si bien son muchos los ciclistas que realizan esta travesía en verano, es aconsejable no realizarla a pleno sol de mediodía debido a las elevadas temperaturas, a la gran amplitud térmico y por ser el terreno pedregoso y polvoriento, el que se complejiza en verano durante la época de lluvia.

## Formación geológica
Su origen se remonta de entre 15 a 20 millones de años cuando grandes bloques de rocas comenzaron a elevarse en el borde de la Puna. (rocas duras y cristalinas originadas en el Precámbrico); Profundas fallas en la corteza terrestre fueron levantando rocas graníticas y metamórficas formando un contrafuerte montañoso. Las placas sedimentarias (areniscas pardo rojizas que sedimentaron antes que los Andes existieran) que se encontraron en algún momento a ras del suelo se quebraron por el surgimiento de las montañas y sus extremos quedaron inclinados apuntando al cielo armando desfiladeros angostos con paredes de aproximadamente 20 m de alto. Posteriormente la erosión las afiló y ahora se asemejan cuchillas o puntas de flecha una al lado de la otra.
Estos estratos fueron plegados y fracturados al recibir el empuje de las orogenia andina; con el tiempo estos materiales se convirtieron en rocas que quedaron clasificadas con el nombre de Formación Angastaco, por ser el lugar donde alcanzan su mejor expresión.
Dentro de la Formación Angastaco se distinguen tres secciones . La sección inferior predominantemente arenosa de color gris y pardo rojizo claro, la sección media con areniscas gruesas y conglomerado de color gris y la sección superior esencialmente arenosa con pelitas subordinadas.

## Sitios cercanos de interés turístico
- Seclantás
- Colomé
- Molinos
- Animaná
- San Carlos
- Angastaco
- Pucará de Angastaco

## Galería

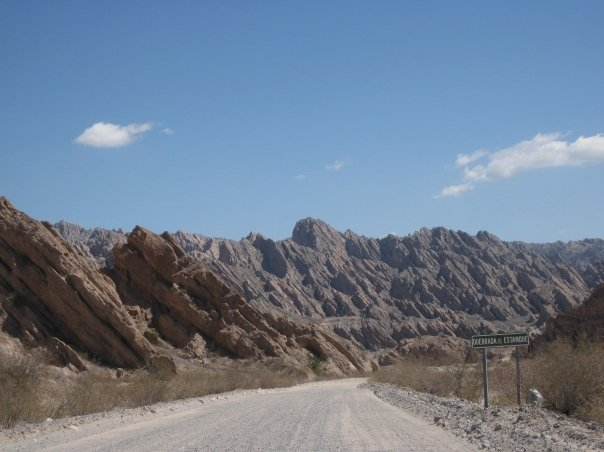
Camino consolidado que atraviesa la quebrada
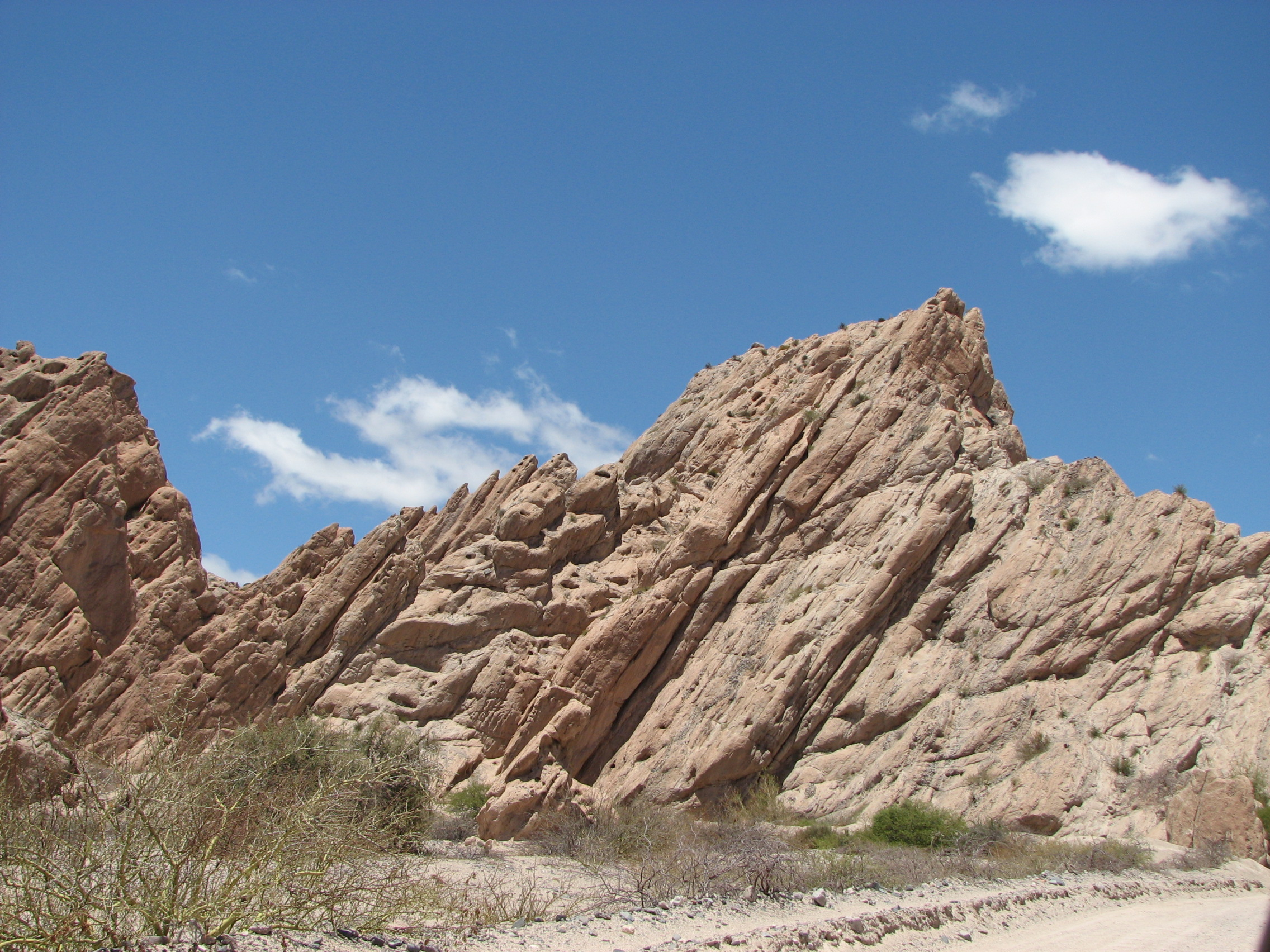
Flechas de la quebrada
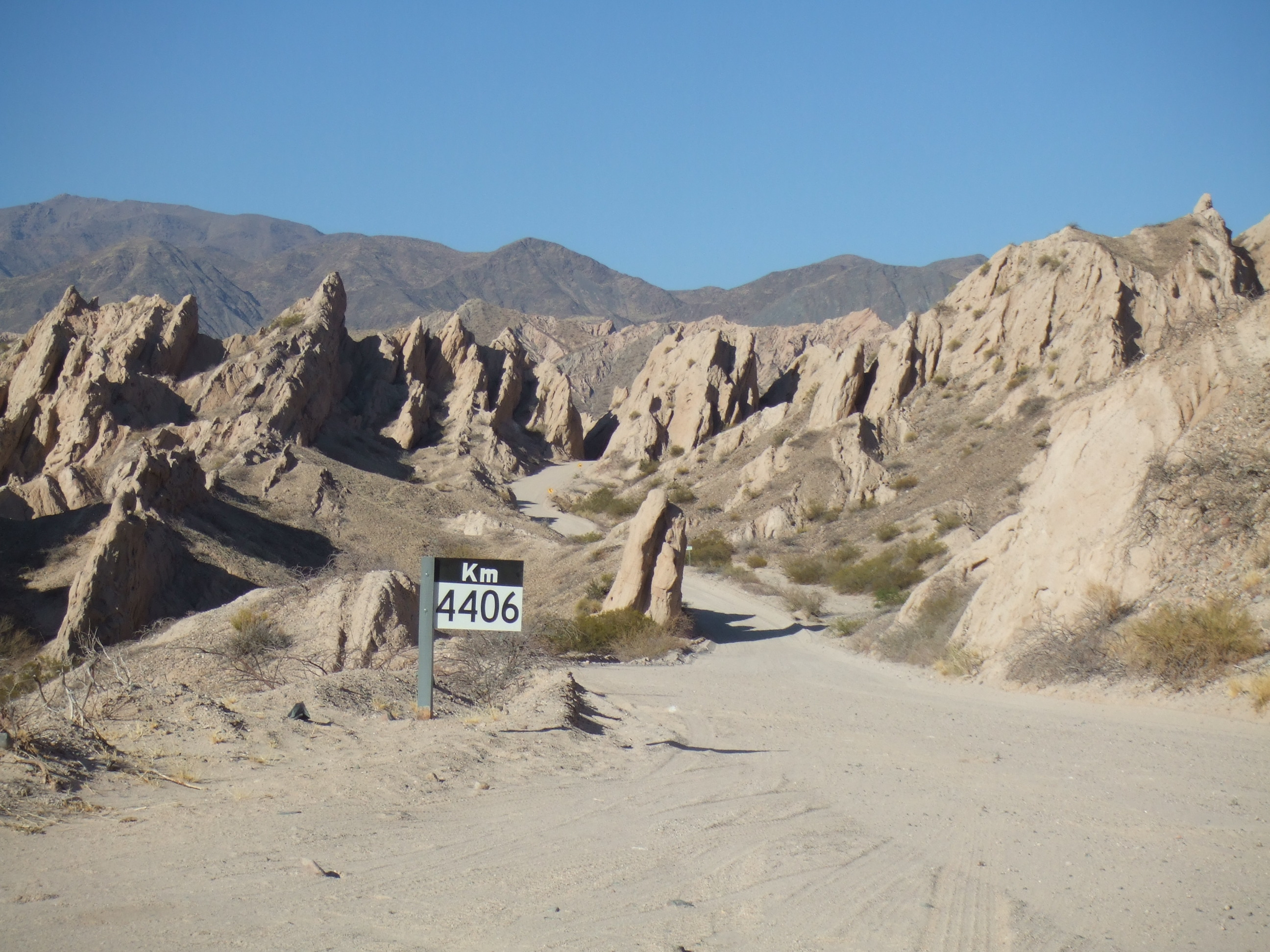
Quebrada